# Hova (Madagaskar)
Hova (z malg. „wolni ludzie”, także Merina) – jedna z trzech podstawowych kast w przedkolonialnym społeczeństwie Madagaskaru, obok andrianów (arystokracji) i andevo (niewolników). Termin hova najprawdopodobniej początkowo oznaczał członków jednego z klanów ludu Zafiraminia, który około XIV wieku przybyli na centralne wyżyny Madagaskaru i zaczęli wypierać osiadły tam lud Vazimba. Twórca Królestwa Merina Andriamanelo (1540–1575) wyodrębnił spośród swojego ludu arystokrację, na której oparł swoje rządy. Z czasem Hova stali się malgaską klasą średnią, która w wyniku zamachu stanu w 1863 roku przejęła władzę na wyspie z rąk arystokracji.